# Paradox (banda)
Paradox  é uma banda de thrash metal formada em Würzburgo, Baviera, em 1986 pelo vocalista Charly Steinhauer. Seu estilo é similar ao Heathen, Artillery, Megadeth, Flotsam and Jetsam e Metal Church, sua música possui uma aborbagem progressiva e riffs bastante técnicos.

## História
A banda nasceu em Würzburgo em 1985 com dois jovens músicos, Charly Steinhauer e Axel Blaha. Ambos fundaram outras bandas (Overkill, Venom, Warhead) a partir de 1981. Em fevereiro de 1986 Markus Spyth e Roland Stahl se juntaram a banda.
Em julho de 1986 gravaram sua primeira demo, que chamou a atenção da Roadrunner Records, selo que lançaria seus dois primeiros álbuns.
Em 1987, a sua segunda demo "Mystery" foi um sucesso para a banda, a imprensa alemã chamou de a melhor demo tape de 1987. No mesmo ano a banda estava prestes a gravar seu primeiro álbum, "Product of Imagination". Product of Imagination foi um sucesso na Alemanha, e a Metal Hammer o reconhece como a melhor estréia alemã após Walls of Jericho do Helloween.
Um ano antes de lançar seu segundo álbum, Roland Stahl saiu da banda e foi substituído por Matthias "Kater" Schmitt. Pouco depois Markus Spyth também decidiu deixar a banda, ele foi substituído por Dieter Roth.
Em 1989 eles lançaram seu segundo álbum, Heresy, que muitos dizem ser o melhor álbum de banda. O Paradox começa a se tornar conhecido em todo o mundo graças a este álbum, que recebeu elogios no mundo inteiro.
Em novembro de 1989 a banda sofre mudanças na formação. A partir daquele ano a banda ficou parada por razões pessoais, e mudanças de formação continua não ajudaram em nada.
A banda ficou inativa por quase dez anos, e em 1998 Charly Steinhauer, fundador, planeja remontar o Paradox. Com seu parceiro Kai Pasemann na guitarra e os irmãos Oliver Holzwarth (baixo) e Alex Holzwarth (bateria).
Em agosto de 1999 o Paradox participou de um concerto espetacular no "Wacken Open Air 99".
Em maio de 2000, depois de assinar com a AFM-Records, o Paradox lança seu terceiro álbum, "Collision Course". Mais uma vez o álbum recebeu críticas muito positivas.
Depois de seu terceiro álbum a banda se desfez novamente, desta vez por causa de uma grave doença de Charly Steinhauer, que o obriga a realizar diversos procedimentos cirúrgicos, que quase o levam à morte.
Como tinha acontecido em 1998, Charly Steinhauer planeja remontar a banda, o que é realizado em Setembro de 2005.
Em janeiro de 2008 lançou seu quarto álbum,"Electrify", que torna-se um sucesso, especialmente no Japão.
Em outubro de 2009 a banda lançou seu quinto álbum, "Riot Squad", cujo tema fala sobre os momentos difíceis e violentos em que vive a nossa civilização.

## Integrantes
- Charly Steinhauer – Vocal e guitarrra
- Tilen Hudrap – baixo
- Kostas Milonas – bateria

### Ex-Integrantes
| vocais - Peter Motschiedler - Günter Niedermeyer - Mitch Schmitt - Stefan Haller guitarra: - Achim Hömerlein "Daxx" - Martin Buchmann - Andreas "Wuschi" Meyer - Earl Carter - Michael "Micky" Wehner - Detlef Kernwein - Markus Spyth - Jochen Glöggler - Dieter Roth - Werner Wilz - Kai Pasemann - Fabian Schwarz - Gus Drax - Fabian Schwarz | baixo: - Volker Hartmann - Martin Stark - Rainer Langgut - Brian Sorensen - Klaus "Marshall" Albert - Roland Stahl - Joe DiBiase - Matthias "K.ter" Fries (Schmitt) - Klaus Lohmeyer - Armin Donderer - Andi Siegl - Olly Keller - Armin Donderer bateria: - Axel Blaha - Udo Klein - Stefan Schwarzmann - Chris Weiss - Roland Jahoda |

## Discografia
- Mistery (Demo) (1987)
- Product of Imagination (1987)
- Heresy (1989)
- Collision Course (2000)
- Electrify (2008)
- Riot Squad (2009)
- Tales Of The Weird (2012)
- Pangea (2016)